# Tercis-les-Bains
Tercis-les-Bains är en kommun i departementet Landes i regionen Nouvelle-Aquitaine i sydvästra Frankrike. Kommunen ligger i kantonen Dax-Sud som tillhör arrondissementet Dax. År 2022 hade Tercis-les-Bains 1 331 invånare.

## Befolkningsutveckling
Antalet invånare i kommunen Tercis-les-Bains
Referens:INSEE